# Willy van de Kerkhof
Wilhelmus "Willy" Antonius van de Kerkhof, född 16 september 1951, är en före detta fotbollsspelare som spelade för FC Twente och PSV Eindhoven.
Willy van de Kerkhof var tillsammans med sin tvillingbror René van de Kerkhof med i Nederländernas VM-lag som tog silver 1974 och 1978. Willy van de Kerkhof spelade 63 landskamper (5 mål). Han var även med i EM 1976 och 1980.